# 内藤政和
内藤 政和（ないとう まさとも）は、江戸時代後期の大名。日向国延岡藩の第5代藩主。官位は従五位下・備後守。延岡藩内藤家宗家10代。

## 略歴
天明7年（1787年）6月2日、第3代藩主・内藤政脩の長男として江戸で誕生。幼名は亀之助。
寛政12年（1800年）、先代藩主の政韶の養嗣子となり、享和2年（1802年）の政韶の死去により跡を継ぐ。しかし、文化3年（1806年）10月17日、20歳で江戸にて死去した。嗣子がなく、跡を養父・政韶の長男の政順が継いだ。法号は敬徳院。墓所は神奈川県鎌倉市の光明寺。

## 系譜
父母
- 内藤政脩（実父）
- 内藤政韶（養父）

養子
- 内藤政順 ー 内藤政韶の長男